# Istoryja o świętym Jozefie
Istoryja o świętym Jozefie, Patryjarsze Starego Zakonu, ktorego byli bracia zaprzedali – polski prozatorski utwór literacki z XVI wieku przedstawiający dzieje starotestamentowego patriarchy Józefa.
Utwór został wydany w Krakowie w 1530 przez Hieronima Wietora. Do czasów współczesnych zachowały się dwa egzemplarze dzieła. Drugie wydanie z 1540 nie zachowało się, prawdopodobnie z powodu dużej popularności i częstej lektury dzieła.
Polski przekład, dokonany prawdopodobnie z łacińskiej Wulgaty, przestawia dzieje Józefa, opisane w Księdze Rodzaju. Uzupełniony jest apokryficzną historią o nawróceniu przez Józefa Aseneth, córki egipskiego kapłana, oraz związku małżeńskim Józefa i Asenet. Apokryf ten, pochodzący z I wieku p.n.e, trafił za pośrednictwem Bizancjum do Europy Zachodniej i od XIII wieku był przekładany na łacinę.
Dzięki połączeniu wątków biblijnych i apokryficznych powstał utwór przypominający romanse sentymentalno-przygodowe. W polskim tekście obecne są obszerne opisy pałaców, ogrodów, bohaterów (urodziwy Józef, odziany w bogate szaty i poruszający się pozłacanym powozem).